# コーバン大学
コーバン大学（コーバンだいがく、英: Corban University）は、アメリカ合衆国オレゴン州セイラムにあるバプテスト派系の大学。創設は1935年に遡り、当初の名称はウェスタン・バプテスト・バイブル・カレッジであった。元々アリゾナ州で創設された機関であり、オレゴン州のセイラム近郊に移転したのは1969年のことである。2005年に大学の名称をコーバン・カレッジに変更後、2010年にはコーバン大学に改称した。現在は925人の学生数を持つ学校で、学部生を対象に聖書学教育とリベラルアーツ教育を提供しているほか、大学院課程として経営学、教育学、カウンセリングの専攻を提供している。Council for Christian Colleges and Universitiesの加盟校であり、運動競技においてはNational Association of Intercollegiate Athleticsの構成グループであるCascade Collegiate Conferenceの加盟校である。

## 歴史
1935年にアリゾナ州フェニックスで聖書学校として創建された。1946年にカリフォルニア州に移転し、校名をウェスタン・バプテスト・バイブル・カレッジと定め、General Association of Regular Baptist Churches (GARBC)の加盟校となる。カリフォルニア州では当初オークランドにキャンパスを構えたが、後にエルサリートに移転した1969年、オレゴン州に再び移転し、現在まで続くキャンパス所在地となった。
1973年には校名をウェスタン・バプテスト・カレッジに簡略化した。1970年代になると、聖職者になるための教育のほかにリベラルアーツ教育を開始した。1999年、レノ・ホフがデヴィッド・ミラーの後継者として学長に就任した。2001年、ベス・バートシクがフルブライト奨学金を授与されたが、これがこの大学で最初の同奨学金授与者となった。コーバン・カレッジは同年に210万米ドルの寄付金を受け取り、新しく建設した舞台芸術センターや教会の費用に充当した。この寄付金は、同校がそれまでに受け取った寄付金としては最高額のものとなった。
2004年のU.S. News and World Reportによるランキングで、コーバン・カレッジはcomprehensive college部門においてアメリカ合衆国西部で第8位の評価を受け、翌年には第9位の評価を受けた。大学名がウェスタン・バプテスト・カレッジからコーバン・カレッジに変更されたのは2005年5月7日のことである。ここで用いられたコーバン（Corban）とは、ヘブライ語で神への捧げ物を意味する。2005年後期には、学生寮のデーヴィッドソン・ホールが開館した。コーバン・カレッジはこの時点で過去最多の入学者数を迎えている（大学1年生207人、総在籍学生数860人）。2006年にはU.S. News and World Reportで第8位の評価を受けたことで、コーバン・カレッジは5年連続で10傑入りを果たしたことになった。
コーバン大学はバプテスト派の学校ではあるが、福音主義系の宗派からも多くのキリスト教徒の学生を受け入れている。学生は、イエス・キリストとの救済関係に関する信仰体験を証言することが要求されている。2007年夏、コーバン・カレッジは教育学と経営学の大学院課程を有していることを反映するため、校名をコーバン・カレッジ・アンド・グラジュエット・スクールに拡大した。2009年現在、助成金の総額は約300万米ドルである。2010年5月1日、大学設立75周年を記念して校名をコーバン大学に改称した  。

## 教育

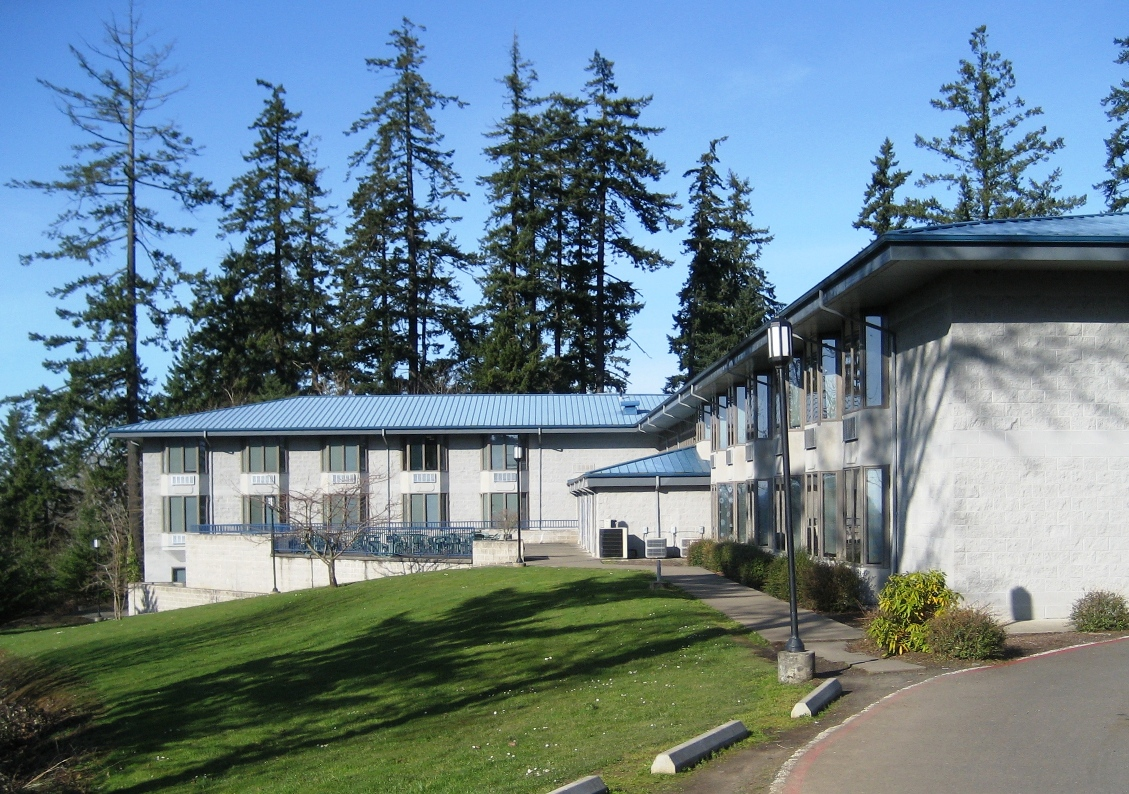
プルウィット＝ヴァン・ギルダー学生寮

コーバン大学は、モットーを"Dedicating heart and mind to God"とし、任務を"To educate Christians who will make a difference in the world for Jesus Christ." (Matthew 28:19-20)としている。コーバン大学はリベラルアーツ大学と聖書大学を織り交ぜた珍しい教育形態を採っている。大学院生はどの学問を専攻していようとも、聖書の講義を少なくとも24セメスター単位分受講することが要求されている。また全ての講義は聖書の視点から行われるが、これは人生の全範囲にキリストを溶け込ませることを目的としている。コーバン大学は神学的に保守的であり、思想はバプテストの潮流を汲んでいる。学生は最低50時間の地域奉仕を卒業前にすることが義務付けられている。

## キャンパス
コーバン大学はセイラム郊外の森林に覆われた丘陵にあり、そこに約0.40 km2 (100 acres)のキャンパスを所有している。この敷地は元々、オレゴン聾唖学校の敷地として用いられていたもので、後にはオレゴン州立結核病院の敷地として用いられている。現在キャンパス内にある大学の建物には、これらの時代から用いられていたものも一部含まれている。
キャンパスには男性寮と女性寮が3棟ずつある。寮はどれを見ても男女がしっかりと分かれており、収容人数にも制限があるが、これは社会感覚を養うためであるとしている。1年生と2年生はキャンパス内で生活することが義務付けられている。またキャンパス内には詩篇舞台芸術センター（Psalm Performing Arts Center）もある。この建物は2005年に開館し、370万米ドルを要して建造された。図書館にはプルウィット＝アレン考古学博物館が収められており、ギリシャや中東地域から収集されたコレクションが展示されている。

## 運動競技

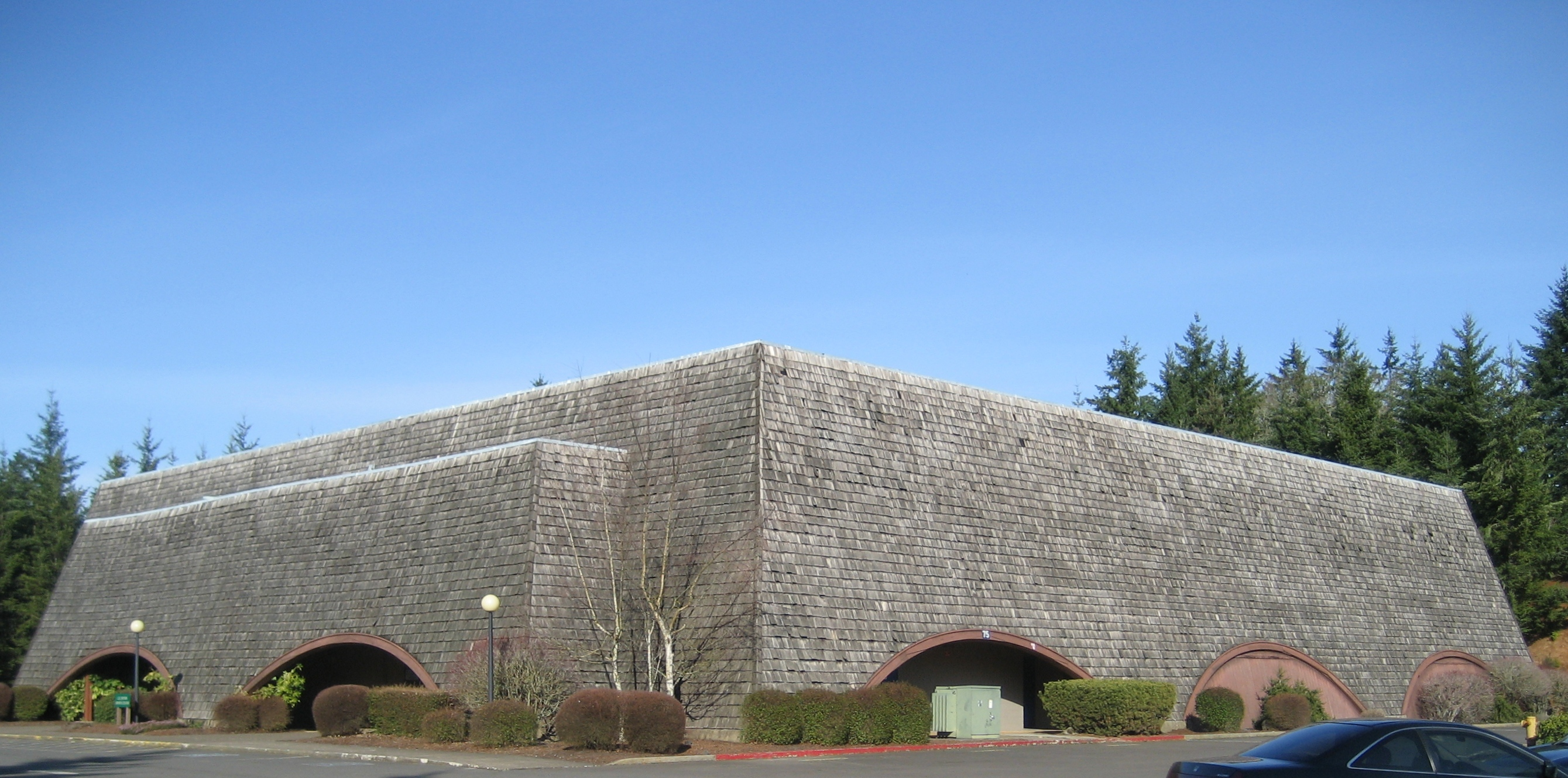
ジェファース・スポーツ・センター

コーバン大学の運動チームはWarriorsとして知られている。スクールカラは濃紺と金色である。コーバン大学はNational Association of Intercollegiate Athleticsの加盟校として、13チームが大学間競技に参加している。NAIAの中でもCascade Collegiate Conferenceに所属し、野球、ソフトボール、バレーボール、バスケットボール、サッカー、ゴルフ、トラック&フィールド、クロスカントリーに出場している。